# Hans Beckers (Architekt)
Hans Beckers (* 27. Dezember 1902 in Schelklingen; † 22. Januar 1984 in Donaustauf) war ein deutscher Architekt, der vor allem auf dem Gebiet des katholischen Sakralbaus hervortrat.
Er gehört zu den führenden Kirchenarchitekten der Nachkriegszeit, zwischen 1949 und 1974 errichtete er über 30 Kirchenbauten mit einem Schwerpunkt in den Bistümern Passau und Regensburg, aber auch in der Steiermark und der Diözese Würzburg.

## Leben

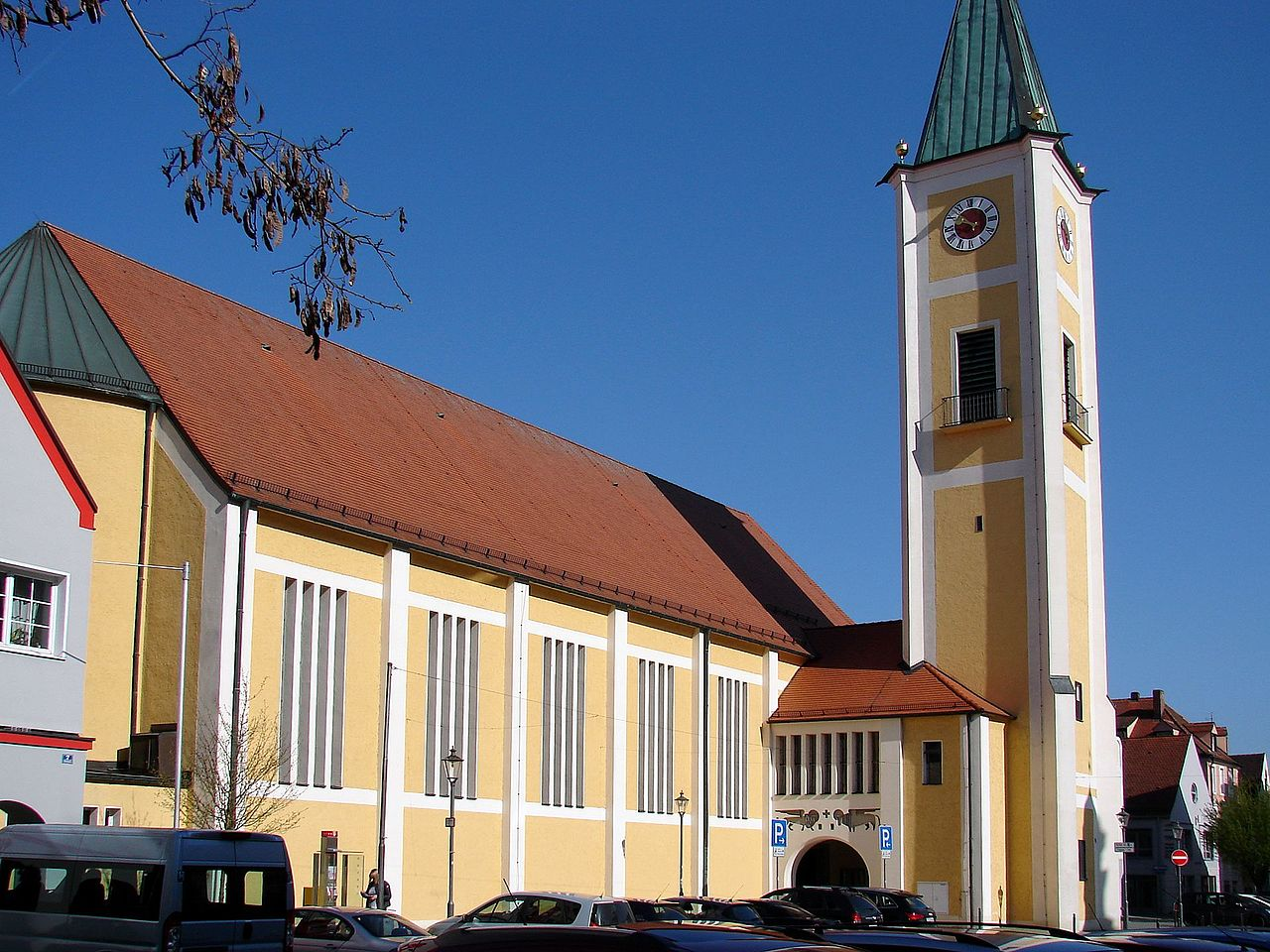
Stadtpfarrkirche in Mainburg (1958)

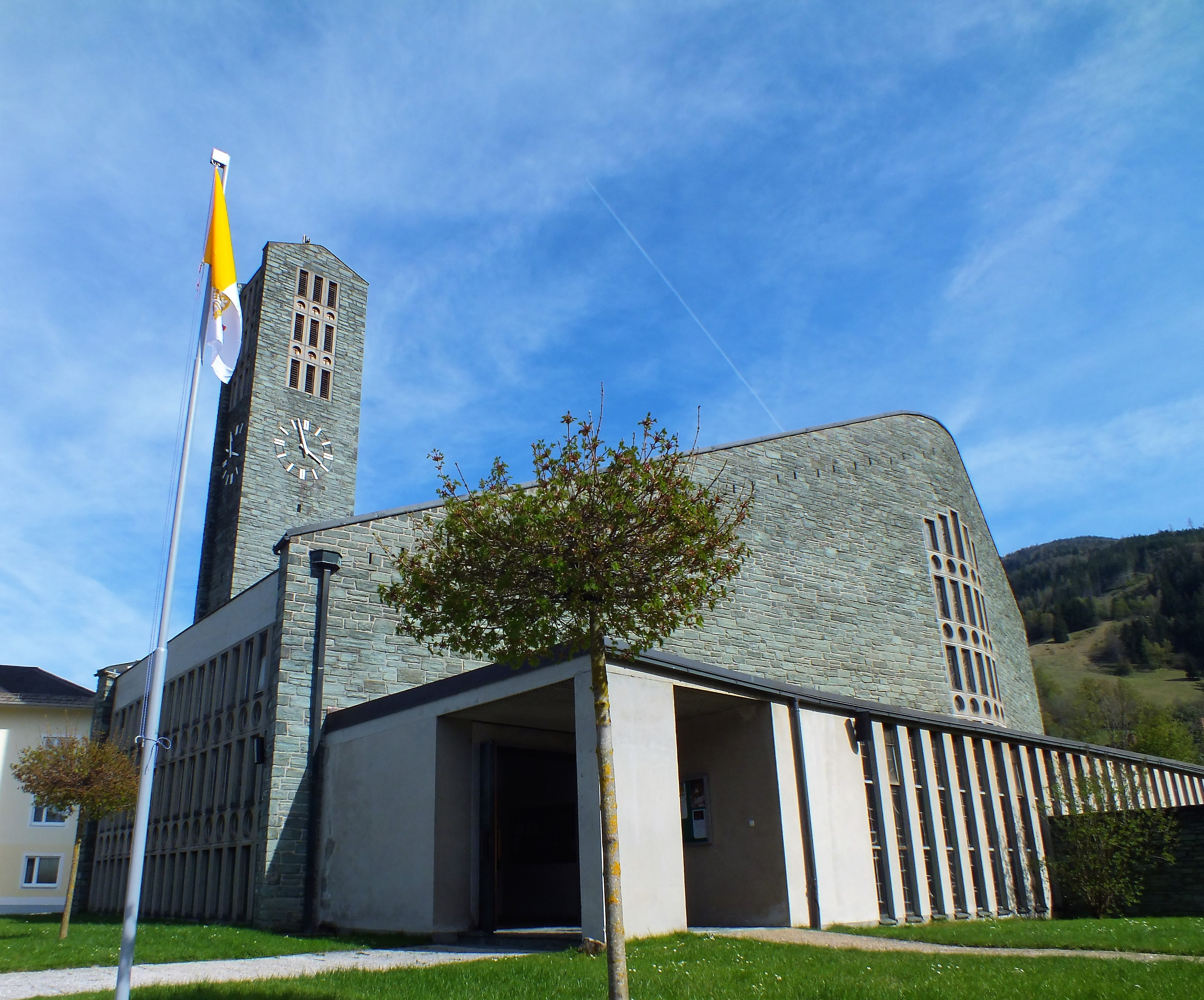
Stadtpfarrkirche Trieben in der Steiermark (1963)

Hans Beckers war ein Sohn des Buchbinders Jakob Beckers und der Anna Maria Beckers geb. Waldenmair, beide katholischer Konfession, wohnhaft in Schelklingen. Der Taufname Hans Beckers’ war Johann Matthias. Die Eltern von Hans Beckers schlossen 1894 in München die Ehe. Die Familie zog 1905 nach Regensburg.
Beckers war seit seiner Jugend durch die Gemeinschaft des katholischen Quickborn-Arbeitskreis geprägt. Er studierte in München Architektur u. a. bei Theodor Fischer.
Ab 1936 arbeitete er mit dem berühmten Kirchenarchitekten Dominikus Böhm zusammen – eine Verbindung, die für Beckers weiteres Werk prägend war. 1937 begann Beckers unter Böhms Leitung mit dem Bau der monumentalen Kirche St. Wolfgang in Regensburg. Die in Form eines griechischen Kreuzes auftürmende Kirche wurde mit der Stellung des Hochaltares im Zentrum richtungsweisend für die späteren Kirchenbauten Beckers.
1946 baute Beckers nach seiner Rückkehr aus der Kriegsgefangenschaft die im Krieg zerstörte Kirche St. Wolfgang nach eigenen Plänen neu auf. 1947 führte er in Gemünden am Main das Provinzhaus Bayern der Kreuzschwestern mit Schulkomplex und Kirche aus. Ende der 1940er Jahre begann Beckers Hauptschaffensperiode auf dem Gebiet der Kirchenbaukunst. Rund 40 Kirchenbauten plante und baute er in enger Zusammenarbeit mit verschiedenen Künstlern.
1952 erfolgte nach seinen Plänen die Erweiterung und Umorientierung der Katholischen Pfarrkirche St. Jakobus in Laaber. 1952 bis 1954 errichtete er die Pfarrkirche Mater Dolorosa im Regensburger Ostenviertel.
1958 baute er in Mainburg die Stadtpfarrkirche und die Taufkapelle. 1958–60 entstand nach seinen Plänen der Erweiterungsbau der OTH Regensburg (Prüfeninger Straße).
1961 bis 1963 wurden nach seinen Plänen die Dreifaltigkeits-Seminarkirche der Steyler Missionare von St. Peter in Tirschenreuth und die Katholische Pfarrkirche Trieben errichtet. In diese Jahre fällt auch der Bau der Pfarrkirche Auferstehung Christi in Pirk.
Im Bistum Passau erbaute er die Kapelle des Exerzitienhauses in Passau (1959/60), die Pfarrkirche Jandelsbrunn (1961–63), die Kirche in Oberdiendorf (1964/65), die Pfarrkirche Hinterschmiding (1969/70) und die Pfarrkirche St. Vitus in Hauzenberg (1972).
1974 zog sich Beckers aus dem Berufsleben zurück.

## Zitate
1965 schrieb Beckers:

„Die Loslösung von überkommenen, gedankenlosen, nachgeahmten Formen ist vollzogen. Die Forderungen der Liturgie bezüglich Altar und Volk sind weitgehend erfüllt. Die nächste Aufgabe scheint zu sein, Räume zu schaffen, die nicht nur zweckmäßig sind, sondern Stätten lebendiger Gemeinde der Andacht und der Besinnung zu schaffen, das lebendige Wort in der Volkssprache soll Ort und Ausdruck erhalten.“

1968 fasste Beckers seine Auffassung über den zeitgenössischen Kirchenbau zusammen:

„Die Kirchen der letzten Jahre aber haben das hereingeholt, was ich in jungen Jahren in der Heimat erwanderte: Ursprünglichkeit des Materials, Wärme und Einbettung in die Landschaft. Man sagt, meinen Kirchen hafte etwas von Wärme und Gemüt an, was bei den meisten modernen Kirchen vermisst wird. Realismus ohne Gemüt ist Nüchternheit, Gemüt ohne Realismus ist Sentimentalität. Beide zusammen machen das Leben erst menschlich. So bekenne ich mich nun, da ich bei den ‚Alten' angekommen bin, dazu, dass unsere neuen Kirchen nicht nur liturgisch funktionieren, sondern auch das Gemüt des Menschen ansprechen sollen, denn Gott, zu dem die Menschen flüchten, ist Liebe.“

## Ausstellungen
- Kirchenbaumeister Hans Beckers, Ausstellung im Museum Obermünster vom 27. Dezember 2002 bis 19. Januar 2003